# Болгарский культурный клуб – Скопье
Болга́рский культу́рный клуб — Ско́пье (макед. Бугарски културен клуб – Скопје, болг. Български културен клуб – Скопие) — общество граждан в Северной Македонии, основанное 4 мая 2008 г. и зарегистрированное 22 мая 2008 г. Председатель Управляющего совета общества — Лазарь Младенов.

## Цель
Цель общества — изменение общественного мнения в Республике Северная Македония и формирование понимания необходимости сближения двух государств (Республики Болгарии и Республики Северная Македония) и создания межкультурной толерантности.

## Деятельность
Представители общества участвовали в дискуссии об интеграции этнических меньшинств, которая проводилась в Струмице. Они также собирают и наглядно показывают доказательства о местах захоронения болгарских солдат и офицеров, погибших во время Первой мировой войны на территории сегодняшней Республики Северная Македония. БККС имеет свою позицию по спору с Грецией о названии государства .